# Raymond Kvisvik
Raymond Kvisvik, född 8 november 1974 i Greåker, är en norsk fotbollsspelare, som spelar för Greåker IF. Han har tidigare spelat för Greåker IF, Moss FK, Austria Wien, SK Brann och Fredrikstad FK. Kvisvik har gjort elva A-landskamper och två mål.
Han är också en bra innebandyspelare och har tagit fyra norska mästerskap med Greåker. Han har spelat fyra A-landskamper i innebandy.